# Gaztelugatxe
Gaztelugatxe (baskische Schreibweise, spanisch Gaztelugache) ist eine zum spanischen Baskenland (Provinz Bizkaia) gehörende Insel im Golf von Biskaya, die unmittelbar vor der Felsenküste der Costa Vasca zwischen den Orten Bakio und Bermeo liegt.
Die Insel ist etwa 270 Meter lang und maximal 80 Meter breit. Sie ist durch eine Steinbrücke mit dem rund 200 Meter entfernten Festland verbunden. Auf dem höchsten Punkt der Insel (79 Meter über Meeresniveau) steht das ehemalige Kloster San Juan de Gaztelugatxe (baskisch Gaztelugatxeko Doniene), zu dem eine heute noch von der Pfarrgemeinde St. Pelagius in Bakio genutzte kleine Kirche gehört. Um zu der Einsiedelei zu gelangen, muss man, nachdem man die heute dammartig unterbaute Brücke überquert hat, 237 Stufen einer in den Fels gehauenen Treppe hinaufsteigen. Die Felsinsel wird von mehreren unterirdischen Gängen durchzogen und hat zahlreiche zum Teil ausgebaute Höhlen.
Die Kirche wurde 1053 gestiftet und die Anlage diente im 12. und 13. Jahrhundert vermutlich dem Templerorden als Rückzugsort. Das später von Eremiten bewohnte Kloster wurde 1593 von englischen Freibeutern unter dem Kommando von Francis Drake überfallen und geplündert. Ein Jahr später wurde der Stützpunkt von Hugenotten aus La Rochelle erneut angegriffen und, nachdem der Wächter und einzige Inselbewohner, ein Einsiedler, getötet worden war, geplündert und gebrandschatzt. Das Kirchlein der verlassenen Einsiedelei diente in späterer Zeit als Seefahrerkapelle. 1978 fiel die Anlage einem von Unbekannten gelegten Feuer zum Opfer. Die Kapelle wurde zwei Jahre später wieder eingeweiht.
Gaztelugatxe hat sich in jüngerer Zeit aufgrund seiner verwunschenen und romantischen Lage zu einem beliebten Ausflugsziel und zur Touristenattraktion entwickelt. Die Felsstrände der Insel mit ihren zahlreichen Vorsprüngen, Unterwasserhöhlen und torartigen Felsformationen werden gern von Tauchern frequentiert.
Die Insel ist einer der Drehorte der Fernsehserie Game of Thrones.

## Bildergalerie

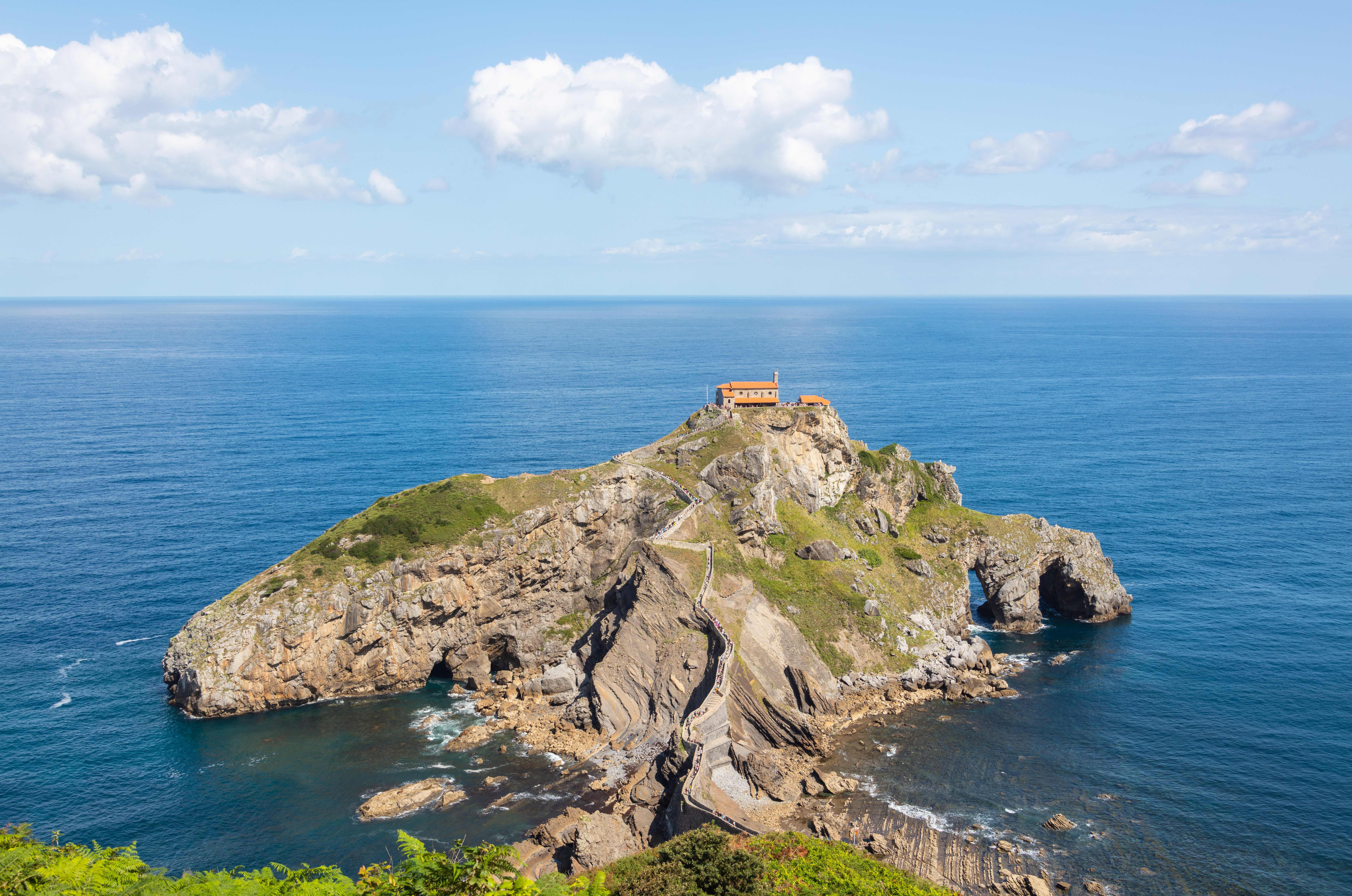
Gesamtansicht der Insel
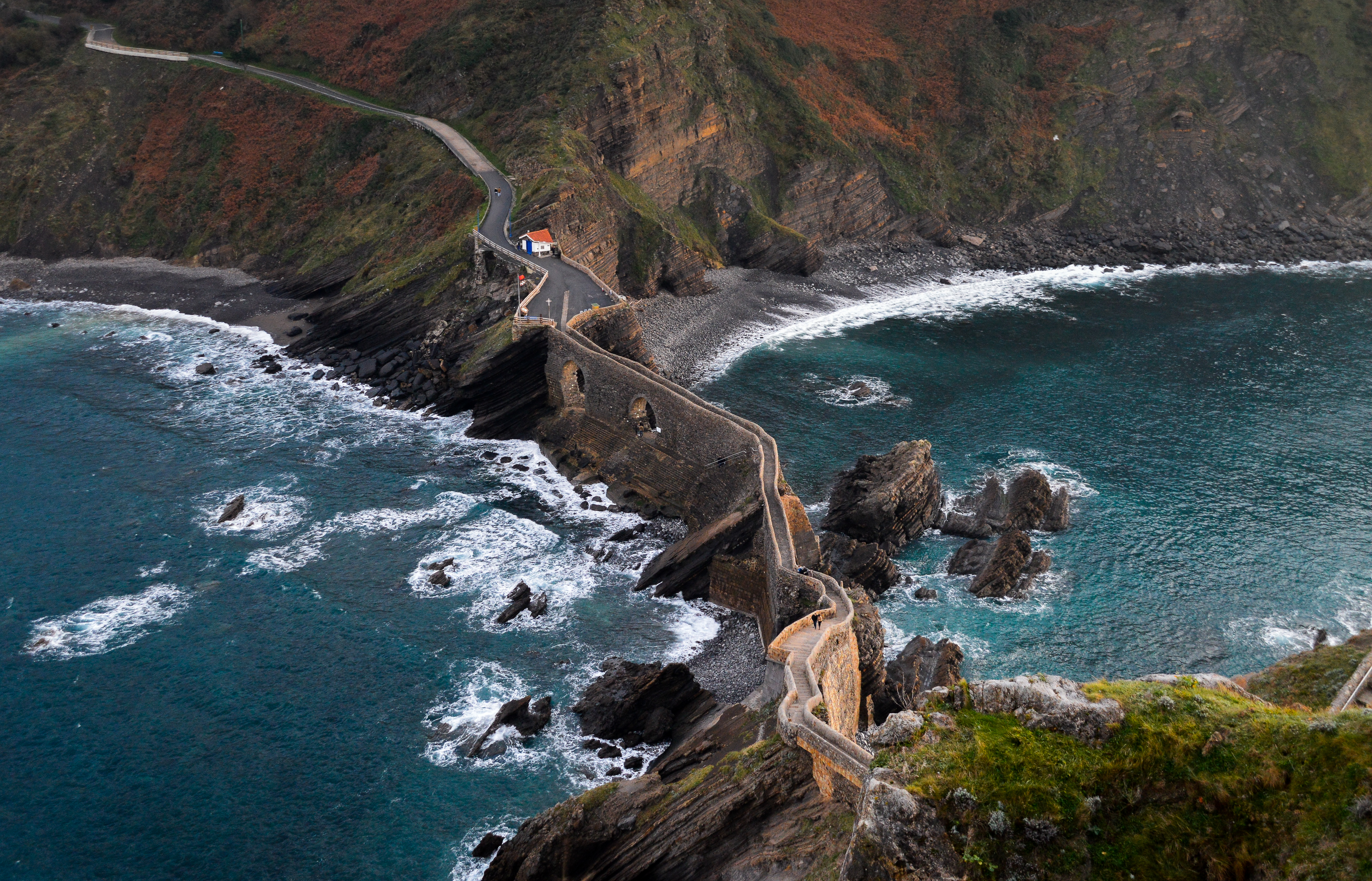
Die Brücke zwischen Festland und Insel
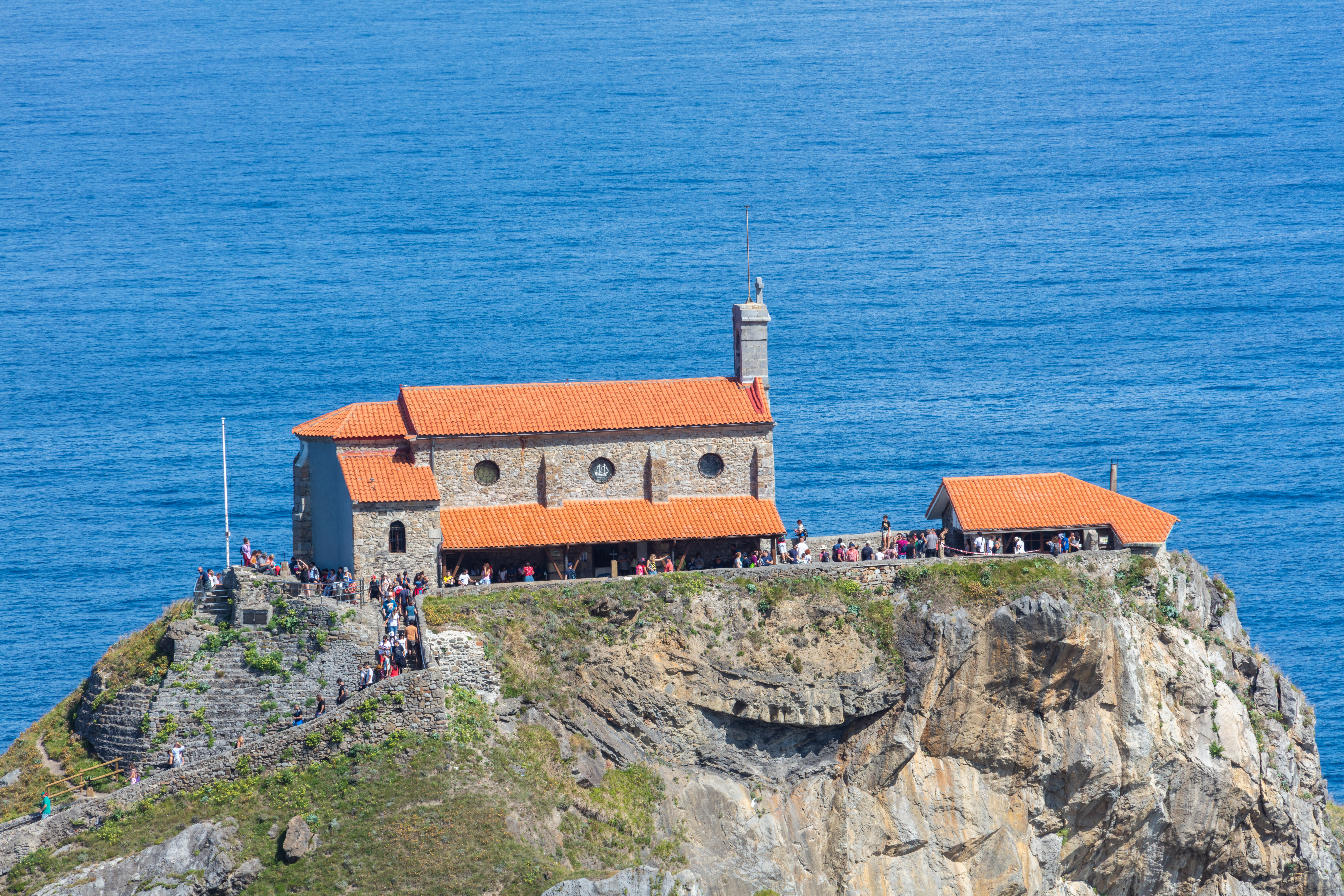
Außenansicht der Kirche
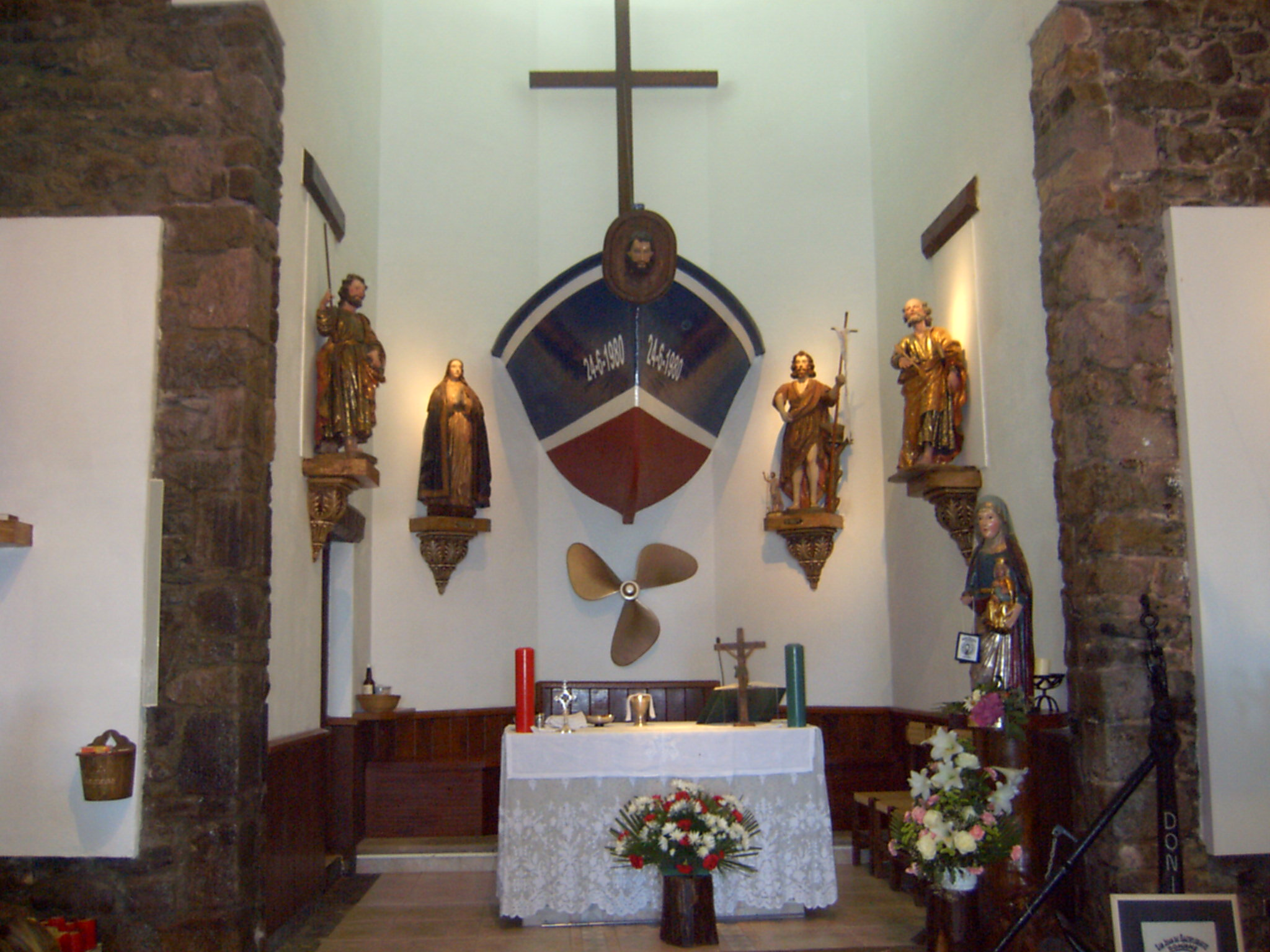
Chor der Kirche